# Kemm’sche Kuchen

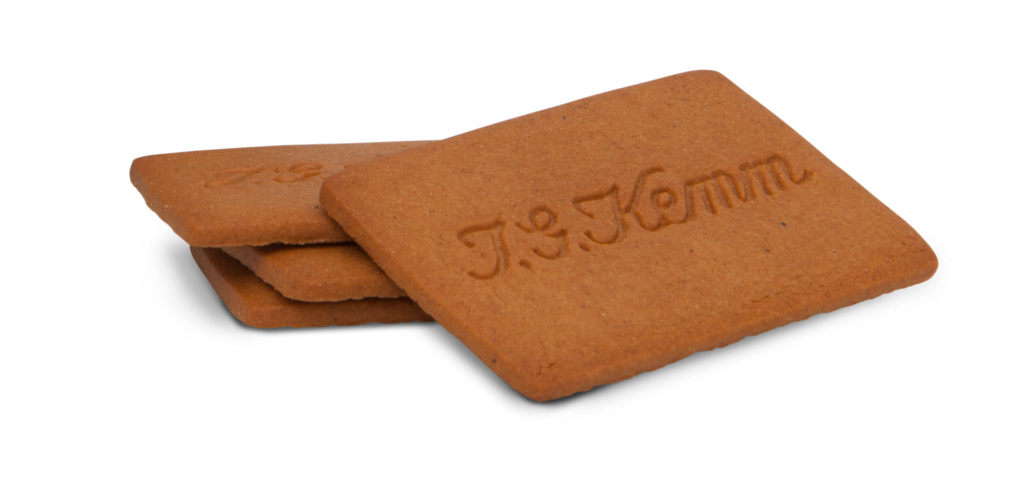
Kemm’sche Kuchen

Kemm’sche Kuchen sind flache Lebkuchen aus Altona, die zu den Braunen Kuchen zählen. Die rechteckigen Lebkuchen sind mit Zimt und Nelken gewürzt, gelten aber nicht als Saisonware. Das Rezept für die Dauerbackwaren wurde 1782 von dem Bäcker Johann Georg Kemm aus Altona entwickelt. Kemm’sche Kuchen wurden von 1903 bis 1995 im holsteinischen Lokstedt, heute zu Hamburg gehörend, hergestellt, nach mehreren Übernahmen und Produktionsverlagerungen wird das Gebäck seit 2015 im niedersächsischen Burgdorf produziert. Nur die Vertriebsgesellschaft ist noch in Hamburg ansässig.

## Geschichte

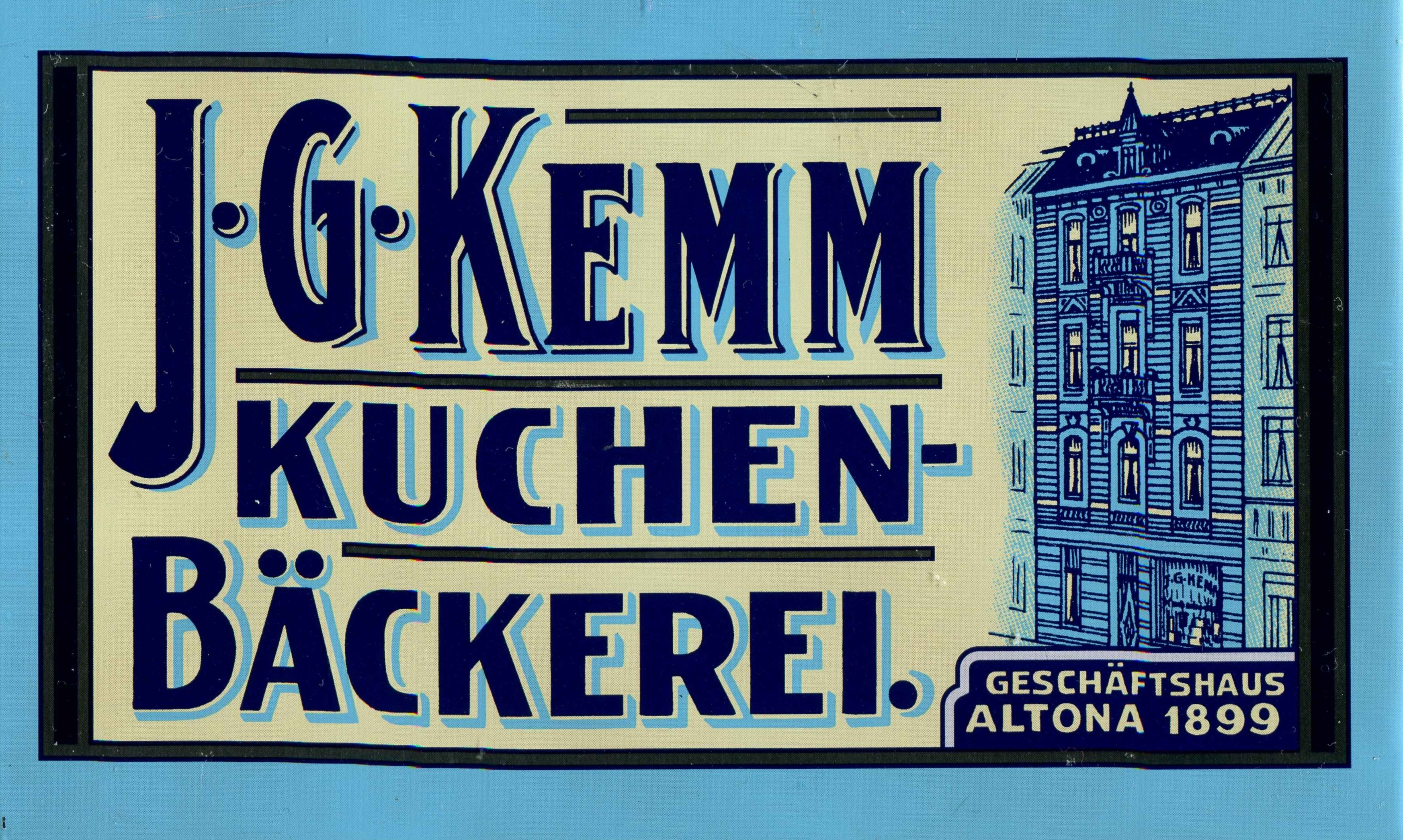
Logo von 1899 mit stilisiertem Geschäftshaus in der Langen Reihe

Der Bäckermeister Johann Georg Kemm aus Altona entwickelte 1782 einen würzigen Lebkuchen, der ähnlich wie Zwieback doppelt gebacken wurde, um auf langen Transportwegen besser haltbar zu sein. Die Zutat Zuckerrübensirup sorgte im Originalrezept für die dunkle Farbe der Kekse. Kemms Geschäft war in der Lange Reihe 10 in St. Georg ansässig. Seine Kekse waren bald recht verbreitet und wurden auch Patienten in Krankenhäusern als „Magenbrot“ angeboten. 1889 verkaufte Karl Kemm seinen Betrieb an den Zwiebackhersteller Heinrich Flentje und übertrug 1903 neben der Rezepteverwertung auch die Namensrechte.

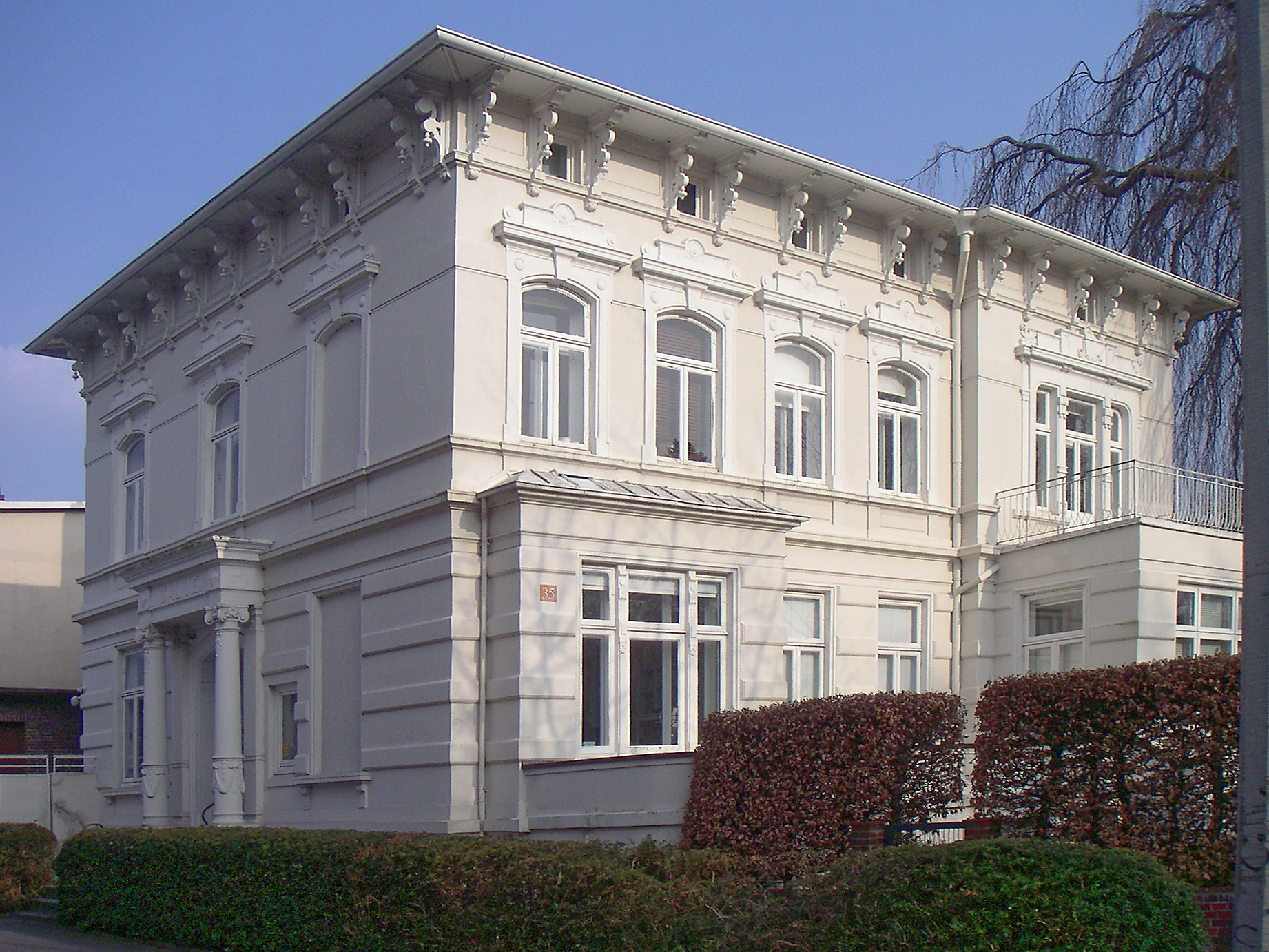
Wohnhaus Flentje, Lokstedter Steindamm 35

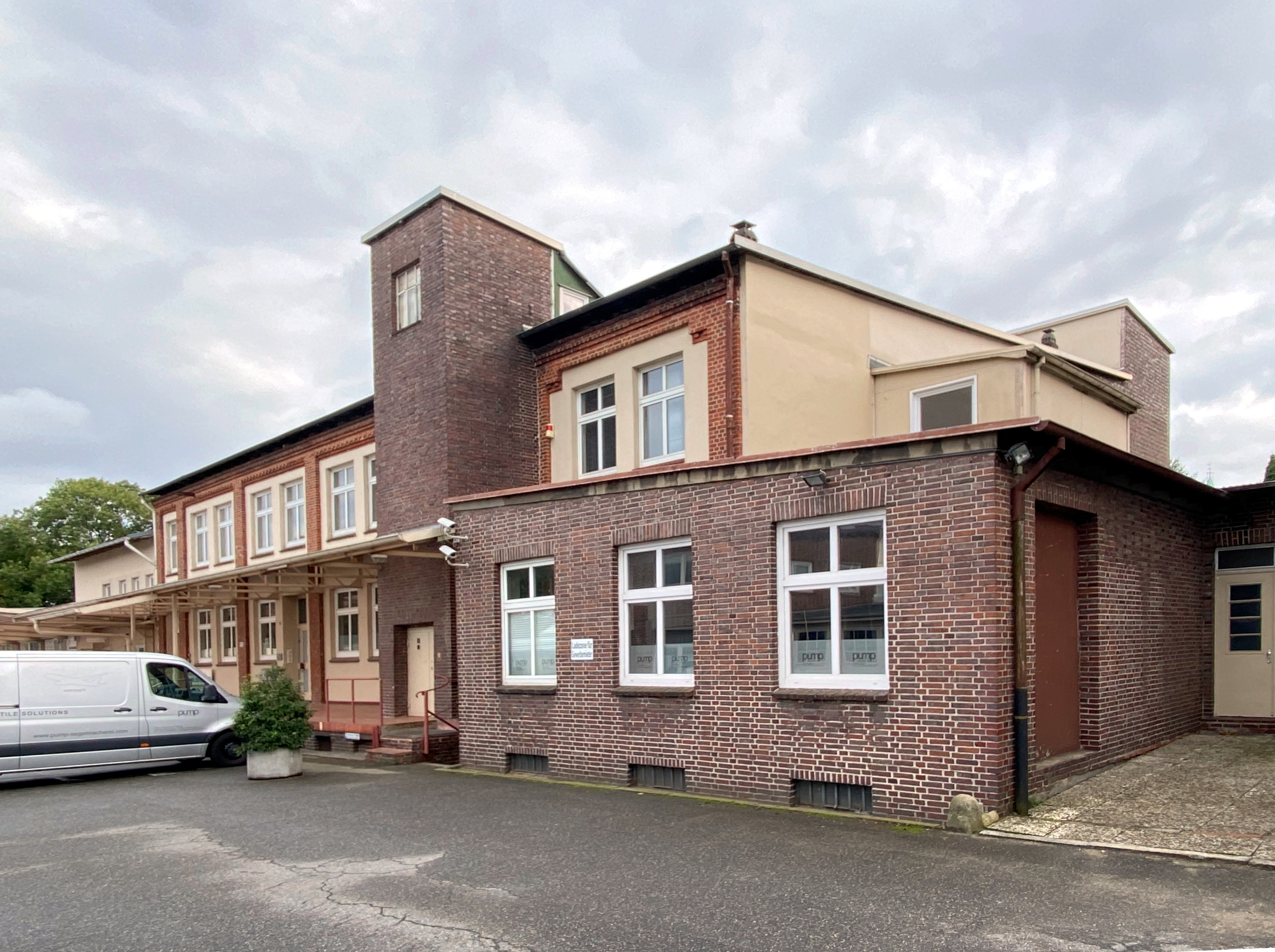
Ehemalige Backfabrik Lokstedter Steindamm nach Wiederaufbau, 2022

Flentje ließ in Hamburg-Lokstedt am Lokstedter Steindamm die Kemm’sche Kuchen- und Zwiebackfabrik errichten. Die Grundstücke Lokstedter Steindamm 33 und 35 waren beide im Besitz der Familie Flentje. Am Lokstedter Steindamm 35 ließ Flentje von 1903 bis 1905 ein Wohnhaus mit Kontorräumen bauen, das heute denkmalgeschützt ist. Die Fabrik befand sich auf dem Hinterhof des etwa 140 m tiefen Geländes. Das Fabrikgebäude hatte drei Vollgeschosse, gegliedert durch einen Gebäuderücksprung und 18 Fensterachsen. Auf den Werbebildern werden mehrere Schornsteine gezeigt. Während des Zweiten Weltkriegs wurde die Fabrik 1943 bei Luftangriffen völlig zerstört. Nach provisorischem Wiederaufbau noch 1943 wurde vorerst nur noch Brot gebacken, denn rationiertes Mehl, Strom und Brennstoffe gab es in der Kriegswirtschaft nur für die Herstellung von Grundnahrungsmitteln.
Nach der Währungsreform von 1948 wurde wieder auf Kemmsche Kuchen umgestellt. Mitte 1990 beschäftigte das Unternehmen etwa 60 Mitarbeiter, die in Lokstedt neben den Kemmschen Kuchen auch Gebäckspezialitäten wie Friesentaler und Heidesand produzierten. Der Flentjesche Betrieb firmierte bis 1994 unter J. G. Kemm GmbH und erwirtschaftete einen Umsatz von etwa 10 Millionen DM. Allerdings waren die Kosten wegen der personalintensiven Produktion zu hoch geworden, so dass kein Gewinn mehr erzielt wurde. Für eine Umstellung auf eine automatisierte Herstellung fehlte das Geld.
Zum Jahresende 1994 wurde das Unternehmen liquidiert, die Mitarbeiter mit Sozialplan entlassen und die Maschinen verkauft. Das Rezept und die Markenrechte wurden mit Wirkung zum 1. Januar 1995 an die Wilhelm Gruyters GmbH & Co. KG in Krefeld verkauft. Die Marke setzte damals in Norddeutschland jährlich etwa zwei Millionen der Kekse in 200-Gramm-Verpackungen ab. Gruyters ließ die Kemm’schen Kuchen ab 1995 in seiner Tochtergesellschaft im sächsischen Großröhrsdorf produzieren, die aus dem VEB Oberlausitzer Dauerbackwaren hervorgegangen war. 2011 ging diese Tochtergesellschaft jedoch in die Insolvenz, Gruyters bezog die Produkte von da an von Auftragsproduzenten. Ab 2012 gab es Lieferproblemen bei einem der Auftragsproduzenten, wodurch einige Produkte zeitweise nicht geliefert werden konnten. 2012 übernahm der niedersächsische Kekshersteller Parlasca als neuer Auftragsproduzent die Produktion der Braunen Kuchen. Parlasca stellte bereits Spekulatius her und produziert in seiner Keksfabrik in Burgdorf bei Hannover rund 2.500 Tonnen Gebäck im Jahr.
Ende 2015 kaufte Georg Parlasca die Marke Kemm gemeinsam mit Jens Wohlrab, der bei Gruyters seit Anfang 2015 für die Distribution verantwortlich war. Jens Wohlrab ist nun Geschäftsführer der Vertriebsgesellschaft Kemm 1782 Hamburg GmbH, die für Vertrieb und Marketing der Kemm’schen Kuchen zuständig ist. Die Matrosin als Werbefigur wurde neu eingeführt und der Blauton der Verpackung angepasst. Die Umsätze lagen 2015 im zweistelligen Millionenbereich. Bis 2017 stieg der Absatz um 30 Prozent, unter anderem durch neue Produkte wie einzeln verpackte Kemm’sche Kuchen und ein Müsli unter der Marke Kemm.
2020 wurde in Hamburg-Lokstedt im Zuge der Entwicklung des Süderfeld-Quartiers ein kleiner Park mit dem Namen Kemmscher Park eingeweiht. Der Park liegt zwischen dem ehemaligen Kemm’schen Fabrikgelände und dem Corvey-Gymnasium. In der Begründung der Namensgebung durch das zuständige Bezirksamt hieß es, dass „fast ein Jahrhundert lang […] durch die Herstellung der weit über Hamburg hinaus bekannten Kuchen regelmäßig ein angenehmer Duft durch den Stadtteil [wehte].“
Ende des Jahres 2023 stellte die Geschäftsführung die Produktion der Kuchen für mehrere Monate ein, da sie in Verhandlungen mit Supermarktketten ihre Preisvorstellungen nicht durchsetzen konnte.

## Produkt
Kemm’sche Kuchen werden in Hamburg das ganze Jahr über verzehrt, gelten also trotz der weihnachtlichen Gebäckzutaten (Zimt und Nelken) und der Spekulatius-ähnlichen Anmutung nicht als Weihnachtsgebäck. Verzehrt werden die Kekse als Snack zwischendurch oder zum Kaffee bzw. Tee, entweder pur oder mit etwas Butter bestrichen. Eine Hamburger Spezialität ist die Verwendung der Kemm’schen Kuchen als Belag von gebutterten Brötchen („Rundstück“) zum Frühstück.
Kemm’sche Kuchen sind eine Dauerbackware, die zu den Braunen Kuchen zählt. 2022 wurden auf der Packung folgende Zutaten angegeben:
- Weizenmehl
- Sirup (Invertzuckersirup, Glukosesirup, Zuckerablaufsirup)
- Zucker
- Pflanzliche Fette und Öle (Palmöl, Rapsöl)
- Backtriebmittel (Pottasche, Ammoniumsalz)
- Gewürze (Zimt, Nelken)
- Speisesalz
- Zitronenschalenpaste (aus Zitronen, Zucker, natürlichem Zitronenextrakt)

Nutri-Score für Kemm’sche Kuchen nach Open Food Facts

Laut Open Food Facts haben Kemm’sche Kuchen in der aktuellen Rezeptur einen Nutri-Score von D, der zweitschlechteste Wert der Skala. Diese negative Bewertung beruht auf der hohen Menge an gesättigten Fettsäuren und Zucker, der durch das Fehlen von Eiweiß oder Ballaststoffen nichts entgegensteht. Weiter wird die Umweltauswirkung des verwendeten Palmöls kritisiert. Auf der NOVA-Skala stehen Kemm’sche Kuchen in der Gruppe 4 und zählen somit zu den hochverarbeiteten Lebensmitteln („Ultra processed food“, UPF). Diese Lebensmittel gelten laut Deutscher Gesellschaft für Ernährung (DGE) als wenig gesund und nicht nachhaltig.